# Ringo Starr and His Third All-Starr Band-Volume 1
Ringo Starr and His Third All-Starr Band-Volume 1 (рус. Ринго Старр и его третий „оркестр всех со Старром“. Том 1) — изданный 12 августа 1997 года ограниченным тиражом концертный альбом Ринго Старра и его All-Starr Band, записанный 27 июня 1995 на концерте в зале Nippon Budokan, в Токио, Япония.
Альбом продавался исключительно через сеть магазинов видеозаписей Blockbuster по цене всего 5 долларов 99 центов.
В состав All-Starr Band вошли кроме остальных вернувшиеся клавишник Билли Престон и барабанщик Зак Старки, сын Ринго.
«Volume 2» (Том 2) не был выпущен никогда (если выпуск такого издания и намечался).
Альбом в чартах не участвовал, в Великобритании не продавался.

## Список композиций
| №   | Название                             | Автор(ы)                                    | Ведущий вокал   | Длительность |
| --- | ------------------------------------ | ------------------------------------------- | --------------- | ------------ |
| 1.  | «Don’t Go Where the Road Don’t Go»   | Ричард Старки, Johnny Warman, Gary Grainger | Ринго Старр     | 4:52         |
| 2.  | «I Wanna Be Your Man»                | Джон Леннон, Пол Маккартни                  | Старр           | 3:25         |
| 3.  | «It Don’t Come Easy»                 | Старки                                      | Старр           | 3:55         |
| 4.  | «The Loco-Motion»                    | Goffin/Кинг                                 | Mark Farner     | 3:24         |
| 5.  | «Nothin' from Nothin'»               | Fisher/Престон/Puckett                      | Билли Престон   | 2:33         |
| 6.  | «No Sugar Tonight/New Mother Nature» | Cummings/Bachman                            | Randy Bachman   | 4:32         |
| 7.  | «People Got to Be Free»              | Cavaliere/Brigati                           | Felix Cavaliere | 4:53         |
| 8.  | «Boris the Spider»                   | Энтвисл                                     | Джон Энтвисл    | 2:41         |
| 9.  | «Boys»                               | Dixon/Farrell                               | Старр           | 3:08         |
| 10. | «You Ain't Seen Nothing Yet»         | Randy Bachman                               | Randy Bachman   | 3:45         |
| 11. | «You're Sixteen»                     | Sherman/Sherman                             | Старр           | 2:48         |
| 12. | «Yellow Submarine»                   | Леннон — Маккартни                          | Старр           | 3:45         |

## Участники записи
- Ринго Старр: барабаны, перкуссия, вокал.
- Билли Престон: клавишные, harmonium, вокал.
- Зак Старки: барабаны, перкуссия.
- Джон Энтвисл: бас-гитара, вокал.
- Феликс Кавальере: клавишные, вокал.
- Рэнди Бахман: гитара, вокал.
- Марк Фарнер: гитара, вокал.
- Марк Ривера: саксофон, перкуссия, гитара, вокал.